# Gómez del Pilar
Noe Gómez Rodríguez, más conocido como Gómez del Pilar (Madrid, 10 de octubre de 1988), es un torero español que tomó la alternativa en 2013. Está inscrito en el Registro de Profesionales Taurinos, dependiente del Ministerio de Cultura, con el número 6817.
Tomó la alternativa en la Plaza de toros de Añover de Tajo (Toledo), de la mano de Juan José Padilla.

## Biografía
Con quince años ingresó en la Escuela taurina Marcial Lalanda de Madrid; donde tuvo como profesores a Gregorio Sánchez, José Luis Bote y Faustino Inchausti Tinín entre otros.

## Carrera profesional

### Novillero
Debutó como novillero el 17 de junio de 2006 en la plaza de toros de Cedillo del Condado, Toledo. Compartió cartel con Ángel Gómez Escorial y Fernando Robleño, lidiando toros de la ganadería brava de Adolfo Martín. Obtuvo por la faena dos orejas y un rabo.
Dos meses después, el 26 de agosto de 2006, se vistió con traje de luces por primera vez en la Plaza de toros de El Viso de San Juan (Toledo). Se anunció con los novilleros José Manuel Navarro, José Javier Martín y David Moreno, y lidiaron novillos de la ganadería de Mariano León.

### Temporada 2008
En 2008, participó en el certamen La Oportunidad en la Plaza de toros de Vistalegre donde, tras pasar las fases clasificatorias, alcanzó la final. El 24 de febrero, dentro del certamen, lidió novillos de la ganadería de Torrenueva alternando con Daniel Sotillo y Tomasito. Gómez del Pilar resultó ganador de la sexta edición del certamen.
De ese triunfo obtuvo un traje de luces donado por la Fundación El Juli y también algunas contrataciones: una novillada, lidiada en Guijuelo, Salamanca, el 20 de abril, donde realizó el paseíllo con Sotillo y Tomasito; y una participación en el festival que se celebró al año siguiente en el coso de Vistalegre.
En el mismo año, participó en otro certamen para jóvenes toreros. En el marco de los festejos organizados por las escuelas taurinas, entró a formar parte del Trofeo Cajasol, un concurso para novilleros sin picadores en el que Gómez del Pilar toreó dentro de una de las fases clasificatorias. En esta ocasión cortó dos orejas a un eral del hierro de Manolo González, compitiendo contra otros novilleros como Jesús Vela, de la Escuela Francisco Montes de Chiclana; Saúl Jiménez Fortes, de la Escuela taurina de Málaga; Fran Gómez, de la Escuela Municipal de Tauromaquia de Jerez; Jesús Arroyo, del Aula Taurina de San Fernando; y Carlos Gómez, también de la escuela jerezana.

### Temporada 2009
Participó en el certamen Puerta Grande, actuando ya como novillero con picadores. Hizo el debut con una novillada picada en la plaza de toros de Illescas, Toledo, donde consiguió cortar tres orejas de los novillos de El Cortijillo y convirtiéndose en el máximo triunfador del festejo, saliendo los tres novilleros a hombros.

### Temporada 2010
El 11 de abril de 2010 se presentó como novillero en la Plaza de toros de Las Ventas anunciándose en el cartel con Román Marcos El Pela, Ignacio González y se lidiaron novillos de la ganadería de Fidel San Román. Obtuvo una oreja del sexto novillo.
La temporada se saldó con un total de 30 novilladas lidiadas en las que obtuvo como resultado artístico 54 orejas.

### Temporada 2012
El 28 de mayo de 2012, tras su triunfo en la Plaza de toros de Madrid, donde lidió en compañía de Alberto Durán y Damián Castaño, perdió la puerta grande de Las Ventas a causa del fallo con el estoque en el primer novillo de su lote.
Se presentó como novillero en la Plaza de toros de Sevilla, dentro del ciclo de novilladas que el coso hispalense celebró durante el verano de 2012; se lidió una corrida de la ganadería brava de El Cahoso. Estuvieron anunciados Pascual Javier y Tulio Salguero, que también se presentaron en Sevilla. El diestro resultó cogido, recibiendo una cornada grave por parte del segundo novillo; debido a este percance no pudo lidiar en Madrid en mano a mano con el entonces novillero Gonzalo Caballero, triunfador de la Feria de San Isidro de ese año.
Debutó en la Plaza de toros de Pamplona en una novillada de la ganadería El Parralejo que lidió junto a Román y Gonzalo Caballero, donde obtuvo una oreja del segundo novillo.

## Matador de toros

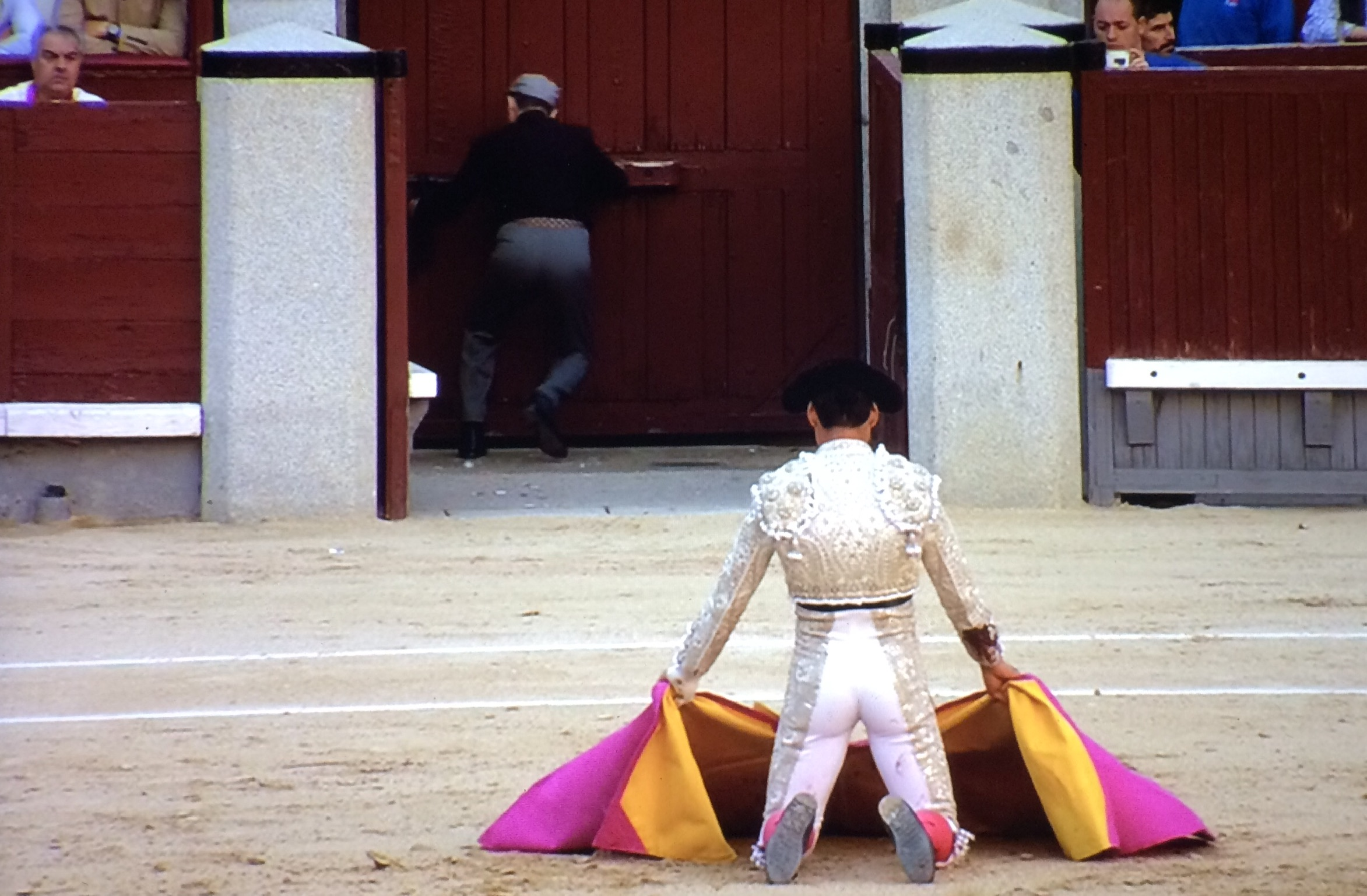
Gómez del Pilar a portagayola en la Plaza de toros de Las Ventas.

### Alternativa y temporada 2013
Se anunció el 27 de agosto de 2013 en la Plaza de toros de Añover de Tajo (Toledo) para tomar la alternativa como matador de toros. El diestro vistió un traje de luces de espuma de mar y plata y realizó el paseíllo junto a Juan José Padilla, que actuó como padrino de la alternativa, y con Eugenio de Mora, como testigo de la ceremonia.
El toro Costurero, herrado con el número 7, de la ganadería de Luis Algarra fue el toro de la alternativa. Tras recibir al astado a portagayola cuajándolo, realizó una faena de muleta que remató con una estocada entera que le valió las dos orejas del toro. Por la faena en el sexto toro de la tarde obtuvo máximos apéndices.

### Temporada 2014
Durante la temporada 2014 vio reducido el número de sus compromisos en las plazas españolas. Así lidió en esta temporada siete festejos, todos en plazas de tercera categoría: Rozas de Puerto Real (Madrid), La Adrada (Ávila), Cencientos (Madrid), Añover de Tajo (Toledo), El Álamo (Madrid), Navas del Rey (Madrid) e Higuera de las Dueñas (Ávila); en muchos casos anunciándose con lo que se denominan «corridas duras», como el hierro de José Escolar.

### Temporada 2015
La temporada 2014, realizada en plazas de tercera, le valieron su repetición en 2015, sin embargo logró entrar en carteles de algunas plazas americanas como la del El Grullo, Tecolotlán y Amatitán, en el estado de Jalisco, México, donde desarrolló parte del inicio de la temporada.

### Temporada 2016
La temporada de 2016 se saldó para el diestro Noé Gómez con cuatro festejos. En Cutervo, Perú, se anunció dos tardes, con una corrida de Vistahermosa y otra de Juan Bernardo Caicedo, donde consiguió indultar el segundo toro de su lote.
De vuelta a España afrontó un nuevo compromiso en Madridejos, Toledo, con toros de Salvador Domecq y Manuel Blázquez, con un balance de tres orejas. En aquella ocasión actuó junto al rejoneador Miguel Moura y el torero de Orduña Iván Fandiño.
En el mes de octubre se anunció en la Plaza de toros de Illescas con una corrida del hierro de Victorino Martín. La llamada «corrida total», donde se daba importancia a todas las suertes de la lidia, con especial interés en la suerte de varas. El cartel estuvo compuesto por Cristian Escribano, Gómez del Pilar y Raúl Rivera. Gómez del Pilar indultó al quinto toro, Platónico.

En recuerdo del indulto en el coso illacuriense se colocó en 2017 un azulejo.

### Temporada 2017: Confirmación
Después de haber tomado la alternativa volvió a pisar el ruedo de Las Ventas en la tradicional corrida del Domingo de Ramos, el 9 de abril de 2017. En esa ocasión se anunció con una corrida de Victorino Martín, lidió junto a los diestros Iván Fandiño y Alberto Aguilar.
A partir de esta temporada, el torero toreó las ganaderías: Dolores Aguirre, Saltillo y Conde de la Maza.

### Temporada 2018
En la Feria de San Isidro compareció en una corrida de Dolores Aguirre.
En Sahagún, León, se anunció con los toros de Valdellán, cortando dos orejas; en Céret, Francia, con los de Juan Luis Fraile; y en Tafalla, Navarra, con el hierro onubense de Prieto de la Cal, donde cortó una oreja.

### Temporada 2019
Tuvo veintidós corridas de toros, duplicando las que había lidiado en el año anterior. Entre los principales compromisos del diestro estuvo la corrida de José Escolar y Dolores Agurire en Madrid, ambas dentro de la Feria de San Isidro; la corrida de Las Monjas, en Tafalla; y la corrida de Saltillo en Céret, Francia, con toros de Joaquín Moreno Silva.

### Temporada 2023
Destacada fue la actuación que el torero tuvo en la Feria de San Isidro, con el toro Cartelero, del hierro de José Escolar, al que cortó una oreja y que fue premiado con una vuelta al ruedo en el arrastre.

## Premios y reconocimientos
- 2008: Triunfador del certamen La Oportunidad, organizado por la Fundación El Juli.[39]
- 2011: Premio Oreja de Oro, al triunfador de la feria, entregado por el Club Taurino de Tafalla.[cita requerida]
- 2012: Premio Mejor novillero de la Feria, entregado por la Unión de Abonados de Madrid.[40][41]
- 2012: Premio Mejor novillero, entregado por el Ayuntamiento de Madrid, por la Feria de San Isidro 2012.[42]
- 2019: Premio Ciudad del Vino, al triunfador del ciclo taurino, entregado por la Asociación El Burladero de Valdepeñas (Ciudad Real).[43]
- 2019: Trofeo Pepín Martín Vázquez a la mejor faena, entregado por la Asociación El Burladero de Valdepeñas (Ciudad Real).[43]